# ライラックニシブッポウソウ
ライラックニシブッポウソウ (学名：Coracias caudata)は、ブッポウソウ目ブッポウソウ科に分類される鳥類の一種。14色からなる羽で覆われるカラフルな鳥である。

## 分布
アフリカ南部（サハラ以南）、およびアラビア半島に生息する。